# Plumularia posidoniae
Plumularia posidoniae är en nässeldjursart som först beskrevs av Picard 1952.  Plumularia posidoniae ingår i släktet Plumularia och familjen Plumulariidae. Inga underarter finns listade i Catalogue of Life.